# Hind (piosenkarka)
Hind Laroussi Tahiri (ur. 2 grudnia 1984 w Goudzie) – holenderska piosenkarka i autorka tekstów.

## Życiorys

### Wczesne lata
Urodziła się w Goudzie, jest córką Marokańczyka i Holenderki. Zainteresowanie muzyką zaczęła przejawiać jako ośmiolatka, kiedy to zaczęła śpiewać i występować publicznie. Niedługo później rodzice zapisali ją na lekcje śpiewania. W czasie nauki w liceum brała udział w wielu konkursach muzycznych, a podczas jednego z nich dostała zaproszenie do występu na corocznej imprezie z udziałem mistrzów tańca organizowanej w Niemczech. Dołączyła do grupy teatralnej Tracks, w której śpiewała, tańczyła i uczyła się sztuki kabaretowej.

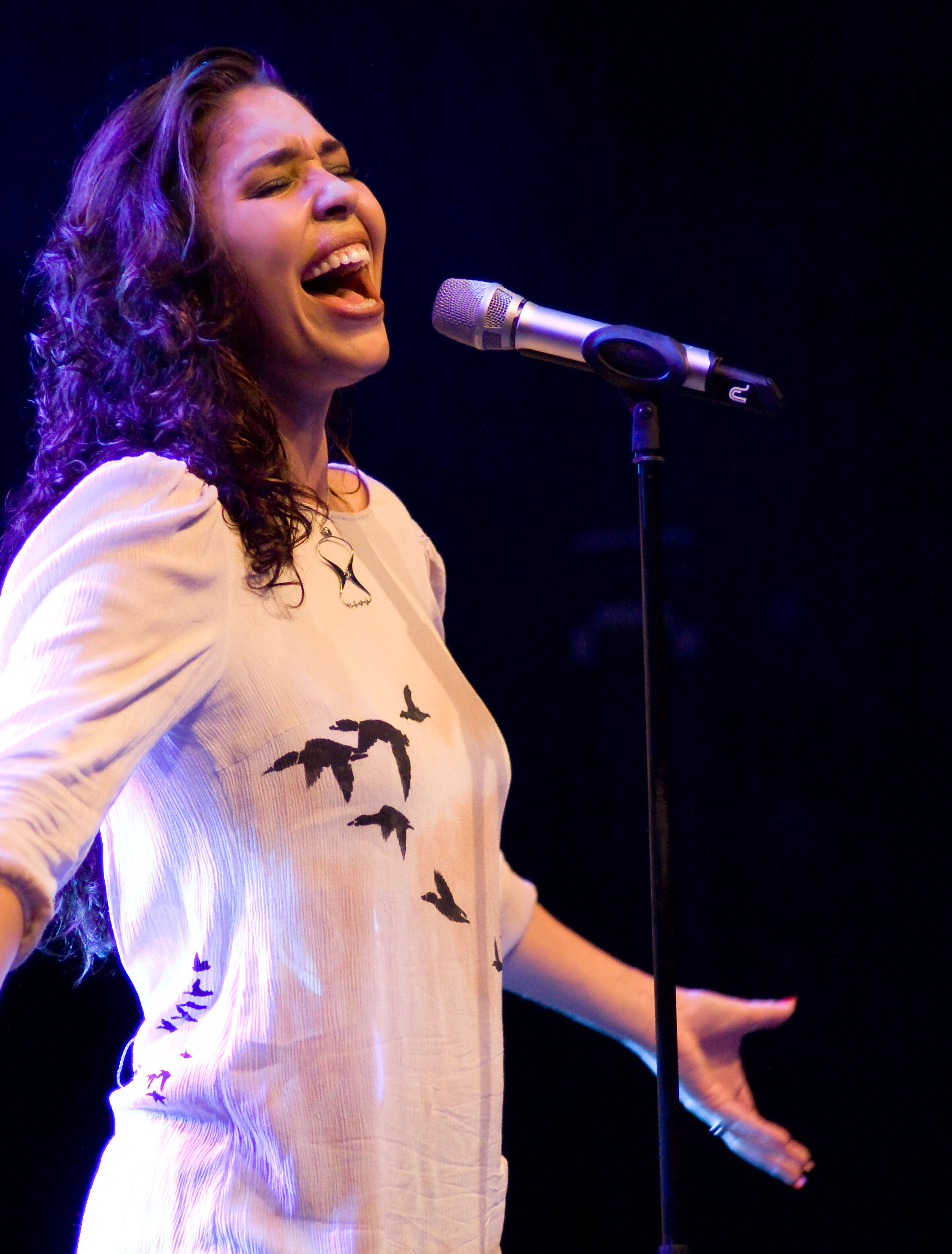
Hind podczas koncertu

W 2002 została finalistką programu telewizyjnego Soundmixshow 2002. W 2003 zajęła trzecie miejsce w finale pierwszej holenderskiej edycji programu Idol. Po udziale w talent-show zaczęła pracę nad materiałem na swój debiutancki album, a we wrześniu wydała singiel „Summer All Over Again”. Jesienią wydała album pt. Around the World, za którego sprzedaż w ponad 40 tys. egzemplarzach uzyskała certyfikat złotej płyty. Płytę promowała także singlami: „Weak” i „Sure As”, który ukazał się w lipcu 2004. W tym samym roku odebrała nagrodę Edisona za Around the World. W międzyczasie wydała utwór „A Felicidade”, który nagrała z Dannym Malando.
We wrześniu 2005 wydała album pt. Halfway Home, który promowała singlami: „Give Me a Sign”, „Halfway Home” i „Habaytek besaif”. W 2008, reprezentując Holandię z utworem „Your Heart Belongs to Me”, zajęła 13. miejsce w półfinale 53. Konkursu Piosenki Eurowizji w Belgradzie. W 2009 opublikowała singel „Morgen”. W październiku 2010 wydała album pt. Crosspop, który promowała singlami: „Don’t Leave Me Behind”, „I Want It” i „Stay”. W 2013 wydała singiel „Make It Count”.

## Dyskografia

### Albumy
- Around The World (2003)
- Halfway Home (2005)
- Crosspop (2010)